# Un senso
Un senso è il terzo brano estratto dall'album di Vasco Rossi Buoni o cattivi. Il brano, talvolta intitolato semplicemente Senso, che parla del senso della vita, è frutto di una collaborazione fra Vasco Rossi, Saverio Grandi (testo e musica) e Gaetano Curreri (musica), anche se spesso viene attribuito al solo Vasco Rossi.

## Descrizione
Presente nel film Non ti muovere di Sergio Castellitto, il brano è stato premiato ai Nastri d'argento ma non è stato inserito nella colonna sonora ufficiale.
È stato frequentemente trasmesso in radio, raggiungendo la posizione numero 1 dell'airplay.

## Video
Il video vede Vasco Rossi esibirsi con un'orchestra al Teatro municipale Romolo Valli di Reggio Emilia, in cui Andrea Lehotská ricopre il ruolo di violinista tenendo l'arco correttamente al minuto 3:39 (nel filmato YouTube).
Nelle esecuzioni live, la canzone finisce al minuto 4:08, si fa una pausa di 10 secondi e subito dopo c'è una variazione rispetto all'originale:
Stef Burns inizia un assolo di circa 2 minuti che rappresenta il finale della canzone.

## Formazione
- Vasco Rossi - voce
- Lee Sklar - basso
- Vinnie Colaiuta - batteria
- Michael Landau - chitarra elettrica
- Stef Burns - chitarra elettrica
- Giacomo Castellano - chitarra acustica, chitarra elettrica
- Celso Valli - tastiera, pianoforte, archi

## Classifiche
| Classifica (2004) | Posizione massima |
| ----------------- | ----------------- |
| Italia            | 2                 |

## Curiosità
Nel 2009 il politico Pier Luigi Bersani adottò i versi "un senso a questa storia" come slogan per la propria candidatura a segretario del PD, utilizzando la canzone in occasione degli eventi della campagna elettorale, ed ottenendo infine l'incarico.